# カノーザ・ディ・プーリア
カノーザ・ディ・プーリア（イタリア語: Canosa di Puglia) は、イタリア共和国プッリャ州バルレッタ＝アンドリア＝トラーニ県にある都市で、その周辺地域を含む人口約3万人の基礎自治体（コムーネ）。
オファント川のほど近くにあるこの都市は非常に古い歴史を持ち、プッリャの代表的な遺跡地の一つと見なされている。古代のカノーザの花瓶 (it:Vasi canosini) は各地の博物館に収められている。

## 名称
標準イタリア語以外の言語では以下の名称を持つ。
- バーリ方言 (it) : Canàuse [4]
- カノーザ方言: Canaus [4]

## 地理

### 位置・広がり
バルレッタ＝アンドリア＝トラーニ県西部のコムーネ。アンドリアの西約19km、フォッジャの東南東約51km、州都バーリの西北西約69km、ナポリの東北東約157kmに位置する。

#### 隣接コムーネ
隣接するコムーネは以下の通り。FGはフォッジャ県、PZはポテンツァ県所属。
- サン・フェルディナンド・ディ・プーリア - 北

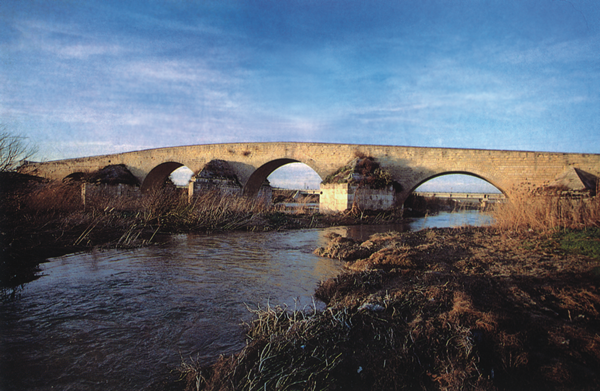
ローマ時代の橋(オファント川)

- バルレッタ - 北東
- アンドリア - 東
- ミネルヴィーノ・ムルジェ - 南
- ラヴェッロ (PZ) - 南西
- チェリニョーラ (FG) - 北西

## 姉妹都市
- en:Grójec、ポーランド
- グリンツァーネ・カヴール、イタリア
- トッレマッジョーレ、イタリア
- モンテミローネ、イタリア
- チェリニョーラ、イタリア